# Berberana
Berberana – gmina w Hiszpanii, w prowincji Burgos, w Kastylii i León, o powierzchni 33,8 km². W 2011 roku gmina liczyła 70 mieszkańców.